# Hackney Diamonds
Hackney Diamonds är ett musikalbum av The Rolling Stones. Albumet gavs ut 20 oktober 2023 av skivbolaget Polydor, och är gruppens första album sedan 2005 års A Bigger Bang med helt nyskrivna låtar. Några nyskrivna fristående singlar gavs ut däremellan, samt coveralbumet Blue & Lonesome 2016. Skivan innehåller de sista inspelningarna gruppen gjorde tillsammans med trummisen Charlie Watts som medverkar på två låtar, på restrerande är Steve Jordan trummis. Även gruppens tidigare basist Bill Wyman medverkar på en låt. Vidare medverkar flera gästartister så som Elton John, Paul McCartney, Stevie Wonder och Lady Gaga på albumet.
Albumets första singel "Angry" gavs ut 6 september 2023, och den andra singeln blev "Sweet Sounds of Heaven".

## Låtlista
(kompositör inom parentes, låtar utan angiven kompositör av Jagger/Richards)
1. "Angry" (Mick Jagger, Keith Richards, Andrew Watt) – 3:46
2. "Get Close" (Jagger, Richards, Watt) – 4:10
3. "Depending On You" (Jagger, Richards, Watt) – 4:03
4. "Bite My Head Off" – 3:31
5. "Whole Wide World" – 3:58
6. "Dreamy Skies" – 4:38
7. "Mess It Up" – 4:03
8. "Live by the Sword" – 3:59
9. "Driving Me Too Hard" – 3:16
10. "Tell Me Straight" – 2:56
11. "Sweet Sounds of Heaven" – 7:22
12. "Rolling Stone Blues" (Muddy Waters) – 2:41

## Medverkande
The Rolling Stones
- Mick Jagger - sång, gitarr, slagverk, munspel.
- Keith Richard - gitarr, bas, bakgrundssång, sång.
- Ronnie Wood - gitarr, bas, bakgrundssång.
- Charlie Watts - trummor: Mess It Up, Live By The Sword.

Övriga medverkande
- Paulina Almira - illustration.
- Ron Blake - trumpet på "Get Close" och "Sweet Sounds Of Heaven".
- David Campbell - stråkarrangemang.
- Matt Clifford - keyboards, piano, wurlitzer-orgel.
- Matt Colton - mastering på Metropolis Studios.
- Karlos Edwards - slagverk.
- Serban Ghenea - mixat på MixMaster Studios, Virginia Beach, Virginia, United States, förutom (Rolling Stone Blues)
- Elton John - piano på "Get Close" och "Live By The Sword".
- Steve Jordan - trummor.
- James King - saxofon, "Get close" och "Sweet Sounds Of Heaven.
- Lady Gaga - sång på "Sweet Sounds Of Heaven".
- Paul Lamalfa - mixat på "Rolling Stone Blues".
- Paul McCartney - bas på "Live By The Sword"
- Studio Fury - art direction och design
- Marc VanGool - tekniker, gitarrtekniker.
- Don Was - medproduktion på "Live By The Sword"
- Andrew Watt: produktion, bas, gitarr, slagverk, keyboards, bakgrundssång, stråkarrangemang, mix på "Rolling Stone Blues"
- Stevie Wonder - keyboards och piano på "Sweet Sounds Of Heaven".
- Bill Wyman - bas på "Live By The Sword"
- Benmont Tench - keyboards och orgel på "Depending On You"